# Excalibur (film)
Az Excalibur 1981-ben elkészült színes, szélesvásznú brit–amerikai fantasy–akciófilm, John Boorman rendező munkája.
A film a legendás Artúr királynak és a Kerekasztal lovagjainak történetét dolgozza fel látványos és romantikus formában. Zenéjét Richard Wagner és Carl Orff művei alapján komponálták. A fő szerepeket jól ismert brit, ír és amerikai filmsztárok (Helen Mirren, Nicholas Clay, Liam Neeson és Nigel Terry) alakították, de szerepet kapott ekkor még alig ismert Cherie Lunghi, Patrick Stewart és Gabriel Byrne is. A film címe a kelta legendákban szereplő mitikus kardra, a varázserejű Excaliburra utal, a királyi hatalom jelképére, amely a filmbéli események középpontjában áll. A filmet teljes egészében Írországban készítették, a külső felvételeket vadregényes kelta vidékeken forgatták. A film Európában és az USA-ban nagy közönségsikert aratott, bár bevételét (a Hollywoodban megszokott arányokhoz képest) mérsékeltnek minősítették. 
A magyar mozikban 1983-ban mutatták be, kiugró sikerrel. Magyar szinkronizált változata két szereposztásban is elkészült. Az elsőt a Pannónia Filmstúdió készítette 1983-ban népszerű magyar színészek, köztük az azóta elhunyt Gelley Kornél, Raksányi Gellért és Balkay Géza közreműködésével. Az első szinkronban szinkronizálta először Csernák János Liam Neesont.
A film DVD-változatát hatásvadász alcímmel adták ki: Excalibur – Vér és mágia.

## A film háttere és eszközei
A forgatókönyv alapja Thomas Malory Le Morte D’Arthur c. regénye, egy 15. század végén keletkezett mű, amely az Artúr-mondakört foglalja össze romantikus történetté. Boorman eredetileg Tolkien: A Gyűrűk Ura c. meseregényét akarta megfilmesíteni, de anyagi és technikai feltételek hiányában lemondott erről, helyette az Artúr-legenda felé fordult. Nagy látványerejű filmet készített a történetből. Sok a közeli, félközeli beállítás, a dialógusok kiemelése, mely a történet drámai feszültséget fokozza. Kevés a nagy totál beállítás, ritka a kamera svenkelése, mozgatása, ma megszokott „röptetése”. A harci jelenetek a teljes képmezőben, több síkon zajlanak, kiemelve a küzdelem kegyetlen, véres természetét. A szereplők mozgása reális, emberközeli mértékű, Boorman kerülte a mai akciófilmekben megszokottá vált, égig érő tűzgolyókat és a felhőkig röpködő embereket. A képek színvilága követi a cselekményt hangulatát: az előjáték, a véres, sötét időket jellemzően vörös szín, a vér és tűz uralja. Artúr felemelkedését a tavasz és a virágzás, a reménység zöld és fehér színei hangsúlyozzák. A gonosz győzelme, Artúr bukása komor sötétbarna és szürke hátterekkel van körülvéve.
Boorman más filmjeiben (az 1971-es Deliverance-ben, és az 1985-ös Smaragderdőben) is tárgyalja az ember és a természet közötti kapcsolat elvesztését. Ilyen vonal az Excaliburban is felismerhető. Merlin és Morgána többször beszélgetnek a mágia eltűnéséről a világból, az ősi istenek eltűnéséről. Az Artúr-legenda a korai középkorban, a kereszténység európai elterjedésének idején játszódik, Merlin is utal az egy-isten térnyerésére. A film azonban nem idealizálja az ősi idők mágikus világát, hiszen akkor is ugyanúgy munkáltak a gonosz emberi indulatok, mint más korokban.
A forgatás helyszíne az Ír Köztársaság volt, a „zöld sziget”, ahol nem volt hiány kelta erdőkben, de komor, sziklás, vadregényes helyszínekben sem. Ezek adják a brit és kelta legendák tökéletes hangulatú, hiteles hátterét. A stúdiómunkákat is írországi stúdiókban készítették, hozzájárulva az ír filmkészítő ipar ismertté tételéhez és fellendítéséhez, kezdő ír színészek karrier-esélyeinek javításához.
A filmet az Orion Pictures készítette, a Warner Bros. Pictures forgalmazta. Az Excalibur bemutatását követő évben, 1982-ben azonban a két vállalat útjai szétváltak, az Orion önállóan kezdte forgalmazni filmjeit. E tény tükrében érdekes információ volt, hogy 2010-ben a Warner Bros. és a Legendary Pictures filmvállalat közös munkával az Excalibur remake változatán dolgozott.

## Tartalom
|  | Alább a cselekmény részletei következnek! |

A film az Arthur-mondakör történetét követi. Nagyjából három, egymással lazán összefüggő részre tagolható, amelyek időben egymás után következnek: Harcok a rómaiak utáni Britanniában Artúr születéséig, majd Artúr királysága, házassága, a kerekasztal létrejötte, a Morgana által irányított gonosz erők felülkerekedéséig, végül a Szent Grál utáni kutatás, a végső összecsapás, a lovagság pusztulása és Artúr király halála.

Merlin, a varázsló (Nicol Williamson)

### Előjáték: Artúr születése
A római uralom széthullása után Britanniában sötét idők járnak, nincs központi királyi hatalom, nincs törvény, hadurak kegyetlen harcot vívnak egymással. A csatákban győzelmes hadúr, Lord Uther Pendragon (Gabriel Byrne) azt kívánja tanácsadójától, a varázsló Merlintől (Nicol Williamson), hívja elő számára a hatalom legendás kardját, az istenek által kovácsolt Excaliburt, hogy ennek birtokában vitathatatlan királlyá válhasson. Merlin közbenjárásával Uther megkapja a Tó Hölgyétől a rejtőző kardot, és felmutatja utolsó nagy ellenfelének, Cornwall hercegének (Corin Redgrave). Uther szövetséget ajánl Cornwallnak, cserébe neki ígér „minden földet innentől a tengerig”. A szövetség megköttetik, Cornwall vendégül látja a királyt tintageli várkastélyában. Cornwall meggondolatlanul kérkedik ifjú feleségének, Igrayne-nek (Katrine Boorman) páratlan szépségével. A felgerjedt Uther megkívánja az asszonyt, felmondja a békét, és hadaival ostrom alá veszi Tintagelt, hogy megszerezze Igrayne-t.
Merlin a szemére veti Uthernek, hogy féktelen bujasága szétrombolta a békét, amelynek létrehozásán Merlin évek óta fáradozott, Uther viszont követeli Merlintől, hogy varázslattal juttassa őt vágyának tárgyához. Merlin azt a feltételt szabja, hogy az Igrayne megejtéséből származó gyermek őt illesse. A vágyait fékezni képtelen Uther rááll az alkura. A varázsló Cornwall külsejével ruházza fel Uthert, aki így bejut a várba. Miközben maga Cornwall egy kirohanást vezetve életét veszti a harcban, Uther a férj képében magáévá teszi a megtévesztett Igrayne-t. Egyedül Igrayne kislánya, Morgana (Barbara Byrne) sejti meg a bűvölet mögött a valót. Cornwall halálával minden hatalom Uther királynak jut. Kilenc hónap múlva megszületik Igrayne és Uther gyermeke, Artúr, akit Merlin – a királlyal megkötött, esküvel erősített alku értelmében – magával visz. Az elkeseredett Uther a nyomába ered, hogy fiát visszaszerezze, de Cornwall régi hívei rajtaütnek. Uther halálos sebet kapva az Excaliburt egy kősziklába döfi, hogy senki más ne kapja meg azt. Merlin, karjában a csecsemő Artúrral, kimondja az igét: „aki a kardot kihúzza a kőből, az lesz a király. Artúr, te vagy a választott.”

Sir Uryens lovaggá üti Artúrt (Nigel Terry és Keith Buckley)

Artúr és Ginevra találkozása (Cherie Lunghi és Nigel Terry)

### Artúr királlyá lesz
Évek teltek el. Sir Ector (Clive Swift) saját fiaként neveli az ifjúvá érett Artúrt (Nigel Terry), aki bátyjával, Sir Kay-jal (Niall O’Brien) együtt lovagi tornára készülnek. A torna győztese, Sir Leondegrance (Patrick Stewart) megkísérli kihúzni a kőből az Excaliburt, de kudarcot vall. Később Artúr, Sir Kay ellopott kardját keresve könnyedén kihúzza az Excaliburt. A hír futótűzként terjed az összeverődő sokaságban, a megjelenő Merlin feltárja Artúr származását: ő valójában Uther király fia, a törvényes uralkodó. A lovagokat megosztja a hír. Sir Leondegrance és barátai hűséget fogadnak Artúrnak, mások elutasítják a tapasztalatlan ifjút, aki még csak nem is lovag. Maga Artúr is bizonytalan, Merlin magyarázza el neki, hogy ő, a király egy az országgal.
Az Artúr hűségére tért Sir Leondegrance várát ostrom alá veszik az Artúr-ellenes hadurak. Merlin noszogatására Artúr összegyűjti híveit, és a vár felmentésére siet. A harcban szembekerül legádázabb ellenfelével, Sir Uryens-szel (Keith Buckley), legyőzi őt, de kegyelmet kínál neki, ha meghódol. Uryens elutasítja, hogy egy közrendű fegyvernöknek megadja magát. Hirtelen ihlettel Artúr átadja neki az Excaliburt: „Üss hát engem lovaggá, hogy mint lovag a lovagnak kegyelmet adhassak.” Válságos pillanat, mindkét oldal harcolói, maga Merlin is, megdöbbennek: a feldúlt vezér agyonsújthatja Artúrt. Uryens habozik, majd elismerve a király bátorságát, lovaggá üti Artúrt, és hűséget esküszik neki. Hívei követik a vezér példáját. A csata után Sir Leondegrance leánya, a szép, de kacér Ginevra (Cherie Lunghi) látja el a sebesült Artúrt, aki mindjárt bele is szeret a lányba. A jövőbe (és lelkekbe) látó Merlint erősen aggasztja e fejlemény.
Artúr király és kísérete egy utazás során szembekerül a legyőzhetetlenségre kárhoztatott Sir Lancelottal (Nicholas Clay), aki olyan királyt keres, akit méltó uraként tisztelhet. Artúr legjobb lovagjai sorra alulmaradnak a vele vívott párbajban, Lancelot magát Artúrt is legyőzi. A feldühödött király nem nyugszik bele vereségébe, az Excalibur csodatévő erejéhez fohászkodik. A kard lesújtja Lancelotot, de pengéje kettétörik. A megszégyenült Artúr bevallja Merlinnek: elvakult dühében rossz célra használta az Excalibur varázserejét, elkeseredésében a vízbe hajítja a kard csonkját. A Tó Hölgye felmerül és visszaadja az egybeforrasztott Excaliburt. Artúr megfogadja, hogy többé nem él vissza az Excalibur erejével. A sebesült Lancelot hűséget fogad legyőzőjének, a királynak, aki bajnokává fogadja.
Győzelmes hadjáratok után a király és lovagjai egyesítik az országot Artúr koronája alatt. A király várat épít Camelotban, és a békekötés emlékezetére létrehozza a Kerekasztalt. Artúr végül feleségül veszi Sir Leondegrance leányát, Ginevrát. Sir Lancelot azonban, aki a menyasszonyt Camelotba kísérve, beleszeret Ginevrába. Királyhűsége belső válságba sodorja. Megjelenik Artúr féltestvére, Morgana le Fay, (Helen Mirren), egy kezdő varázslónő, aki Merlin mellé szegődik, hogy a bűverő tudományát eltanulja a Mestertől.

### Artúr király és a Kerekasztal lovagjai
Telnek az évek. Sir Lancelot, a Kerekasztal legmegbecsültebb lovagja, távol akarván maradni Ginevrától, gyakran vonul el magányosan az erdőbe. Egy parasztfiú, Percival (Paul Geoffrey) csatlakozik hozzá, aki szeretne lovaggá válni. Lancelot szolgálatába fogadja, megteszi fegyverhordozójává. Sir Gawain (Liam Neeson), Morgana titkos sugallatára azzal vádolja meg Ginevrát, hogy kéjvágyával elüldözte az udvarból Lancelotot. A királyné becsületén esett sértést csak vérrel lehet lemosni. Királyként és legfőbb bíróként maga Artúr nem vívhat meg Sir Gawainnel, ezért Sir Lancelotnak kell nyilvános párbajban megvédenie a királyné és saját becsületét. A párviadal előestéjén a lelkifurdalástól gyötört Lancelotot rémálmok gyötrik, önmagával tusakodva megsebzi magát tulajdon kardjával.
A párviadal kitűzött idején Lancelot késik. Artúr hiába kéri lovagjait, álljanak ki királynéjuk becsületéért, de senki sem jelentkezik, lelkük mélyén mind sejtik, hogy Sir Gawain igazat állított. Egyedül Percival, a közrendű csatlós kész kiállni. Artúr nyomban lovaggá üti és saját fegyverzetét adja neki. Végül mégis megérkezik a vérveszteségtől legyengült Sir Lancelot, Sir Percival helyére lépve megvív Sir Gawainnel és legyőzi őt. Sir Gawain visszavonja vádjait, a királyné becsülete hótisztán tündököl. A megerőltetéstől kis híján maga Lancelot is odavész, de Artúr kérésére Merlin nagy erejű varázslattal visszahozza az életbe. Lancelot ismét eltávozik, úgymond, az erdő magányában kell gyógyulást találnia. A szerelmes Ginevra utánalovagol az erdőbe, ahol egymáséi lesznek.
Merlin nem tudja kivonni magát Morgana vonzereje alól, bár sejti, hogy buzgó tanítványa Artúr ellen ármánykodik. Elviszi a nőt a Sárkány titkos barlangjába, hogy színvallásra késztesse és csapdába csalja. Közben Artúr rátalál az erdőben egymás karjában alvó Lancelotra és Guinevrára. Szégyenében és csalódásában le akarja szúrni őket, de az Excaliburt végül csak kettejük közé, a földbe szúrja. Merlint mágikus kapcsolat köti a földhöz, a kard őt szúrja keresztül. Gyengeségét kihasználva, Morgana kényszeríti, hogy elárulja neki a Teremtés Varázsigéjét. Ennek erejével Morgána bezárja Merlint egy kristálykőbe, így áll bosszút anyjának, Igrayne-nek megcsalatásáért. Ezután újabb varázslattal magára ölti Ginevra külsejét, és szeretkezik a megtévesztett Artúrral, ahogy egykoron Uther király Cornwall alakjában csalta lépre Igrayne-t. Lancelot és Ginevra az erdőben felébredve meglátják a király kardját. Szembesülnek szégyenükkel, Lancelot elrohan az erdőbe, Ginevra sírva összeomlik.

### A Szent Grál keresése
Megszületik Morgana tisztátalan fia, Mordred (Charley Boorman és Robert Addie), akit – tudtán kívül – Artúr nemzett a nővérének. A bűnben fogant Mordred születésének percében átok zuhan a királyságra: Artúrt villám sújtja, az országban járvány és éhínség tör ki. Az erőtlen Artúr a Szent Gráltól vár gyógyulást, lovagjait ennek felkutatására küldi. A Kerekasztal feloszlik, a lovagok kirajzanak. Évek telnek hiábavaló kereséssel. Sok lovag odavész, többen Morgána bűvkörébe esve akarat nélküli szolgákká süllyednek, ismét másokat – köztük Sir Gawaint – Mordred gyilkol meg, akit anyja varázslattal védelmez: ember alkotta fegyver nem árthat a fiúnak.
Maga Percival is Morgana és az ifjú Mordred fogságába esik. Felakasztják, és csak jó szerencséje menti meg a pusztulástól. Halálközeli látomásában kéznyújtásnyira kerül a Szent Gráltól, de nem tud válaszolni a rejtvényes kérdésekre: „Mi a kehely titka? Kit szolgál?”, és elveszíti azt. Mordred megjelenik Camelot kapui előtt, és apja trónját követeli. Artúr elutasítja, Mordred háborúval fenyegeti meg. A menekülő Percival szemtanúja lesz, amint Mordred megöli Sir Uryenst is. Már csak Percival maradt életben, egyedül kell folytatnia a keresést. Céltalanul tévelyegve vezeklők csoportjába botlik. Vezetőjük egy torzonborz prédikátor, akiben Percival Sir Lancelotra ismer. Percival könyörög volt lovagtársának, térjen vissza a király szolgálatába, de az eszelősök rátámadnak és a folyóba lökik. Közel a halálhoz, újabb látomásában ismét feltűnik előtte a Szent Grál. Percival most már megfejti a Szent Grál titkát, és jó választ ad: „Uram és királyom, egy vagy te az országgal”. Megtörik a varázs, Percival a megszerzett szent kelyhet a beteg Artúrnak nyújtja, aki iszik belőle, visszakapja erejét és harcba szólítja lovagjait Mordred és Morgána sötét erői ellen.

### Epilógus: A végső összecsapás
Artúr és kisszámú megmaradt hű lovagja hadba vonul. Amerre haladnak, feltámad a kihalt ország, a kopár fák virágba borulnak. A király betér abba a kolostorba, ahová a bűnbánó Ginevra apácaként visszavonult, összebékülnek. Guinevra átadja urának az Excaliburt, amelyet sok éven át őrzött. Számos főúr Mordredhez és Morganához csatlakozott, hadaik túlerőben vannak. A kétségbeesett Artúr Merlinhez kiált segítségért. A bűverőtől lenyűgözött varázsló felébred, de nem szabadulhat kristálykő-börtönéből. Álomképként megjelenik Artúrnak és kitartásra biztatja. Aztán Morganát látogatja meg álmában. Fortéllyal ráveszi a varázslónőt, mondja ki a Teremtés Varázsigéjét, amit Morgana eltanult tőle, de amelynek igazi erejét csak Merlin ismeri. A varázslattól sűrű köd fejlődik, a fiatalságát bűverővel megőrző Morgana elveszti varázshatalmát és nyomban megvénül. A megdöbbent Mordred nem ismeri fel örökifjúnak tudott anyját, és saját kezével megfojtja.
Artúr és lovagjai kihasználják a varázsködöt, a kis csapat rajtaüt a túlerőben lévő ellenségen. Az egyenlőtlen harcban csaknem elvéreznek, amikor váratlanul megérkezik Sir Lancelot. Beavatkozása megfordítja a csata sorsát, elpusztítják az ellenséget, de maguk is halomra pusztulnak. Magát Lancelotot is leteríti régi, soha be nem gyógyult sebesülése, amit magának okozott a Sir Gawainnel vívott párbaj előtt. A magára maradt Artúr szemtől szembe összecsap saját fiával, Mordreddel, aki átdöfi dárdájával. A felnyársalt Artúr az Excaliburral agyonszúrja Mordredet.
A haldokló Artúr arra kéri egyetlen életben maradt hívét, Sir Percivalt, dobja be az Excaliburt egy csendes vizű tóba. „Majd egyszer eljön egy király, akkor újra kikél a kard.” Percival vonakodva bár, de megteszi. A Tó Hölgye kinyúl, átveszi a kardot és alámerül vele. A napnyugtakor visszatérő Percival már csak egy lassan távolodó hajót lát, rajta halott királya ravatalon, fölötte három fehér ruhás, szoborszerűen virrasztó nőalak, akik Avalon szigete, a hősök lelkének lakhelye felé kísérik Artúrt.
|  | Itt a vége a cselekmény részletezésének! |

## Szereposztás
| Szerep                                  | Színész                            | Magyar hangja (1) Pannónia Filmstúdió, Mokép Rt. 1983 | Magyar hangja (2)    |
| --------------------------------------- | ---------------------------------- | ----------------------------------------------------- | -------------------- |
| Merlin, a varázsló                      | Nicol Williamson                   | Gellei Kornél                                         | Rajhona Ádám         |
| Uther Pendragon király                  | Gabriel Byrne                      | Balkay Géza                                           | Borbiczki Ferenc     |
| Gorlois, Cornwall hercege               | Corin Redgrave                     | Szersén Gyula                                         | Áron László          |
| Igrayne hercegné, Cornwall felesége     | Katrine Boorman                    | Kovács Nóra                                           | Tóth Ildikó          |
| a gyermek Morgana, Cornwall leánya      | Barbara Byrne                      | ?                                                     | ?                    |
| a felnőtt Morgana le Fay, Artúr nővére  | Helen Mirren                       | Földessy Margit                                       | ?                    |
| Artúr király, Uther fia                 | Nigel Terry                        | Balázsi Gyula                                         | Fodor Tamás          |
| Sir Leondegrance                        | Patrick Stewart                    | Csurka László                                         | Csurka László        |
| Ginevra (Guinevere) királyné            | Cherie Lunghi                      | Udvaros Dorottya                                      | Kocsis Judit         |
| Sir Uryens                              | Keith Buckley                      | Végvári Tamás                                         | László Zsolt         |
| Sir Ector, Artúr nevelőapja             | Clive Swift                        | Szabó Ottó                                            | Horkai János         |
| Sir Kay, Sir Ector fia                  | Niall O’Brien                      | ?                                                     | Reisenbüchler Sándor |
| Sir Gawain                              | Liam Neeson                        | Csernák János                                         | Dózsa Zoltán         |
| Sir Lancelot, a Tó lovagja              | Nicholas Clay                      | ?                                                     | Gesztesi Károly      |
| Sir Percival (azaz Parsifal)            | Paul Geoffrey                      | Szacsvay László                                       | Gergely Róbert       |
| a gyermek Mordred, Morgana és Artúr fia | Charley Boorman (John Boorman fia) | ?                                                     | ?                    |
| a felnőtt Mordred, Morgana és Artúr fia | Robert Addie                       | Fazekas István                                        | Markovics Tamás      |
| Apát                                    | Eamon A. Kelly                     | Raksányi Gellért                                      | ?                    |
| Lot                                     | Ciarán Hinds                       | ?                                                     | Csuja Imre           |

John Boorman rendező két gyermekét is szerepeltette a filmben: Felnőtt leányának, Katrine-nak a szép Igrayne hercegné, kisebb fiának, Charleynak a gyermek Mordred szerepét adta. Emiatt a filmet ironikuson Boorman Családi Projektnek (The Boorman Family Project) is nevezték.
Gabriel Byrne kislánya, Barbara Byrne a gyermek Morgána szerepét kapta.

## Díjak
Az Excalibur vitathatatlan közönségsikere és műfajteremtő kvalitásai ellenére a film készítői és szereplői igen kevés hivatalos elismerést kaptak. Az operatőrt, Alex Thomsont 1982-ben jelölték az Oscar-díj Legjobb Operatőri kategóriájában, de a díjat Vittorio Storarónak ítélték.
Maga John Boorman, a rendező 1981-ben elnyerte a Cannes-i filmfesztiválon a legjobb művészi megvalósítás díját. Jelölték az Arany Pálma díjra is, de végül nem kapta meg.